# Stenospermation parvum
Stenospermation parvum là một loài thực vật có hoa trong họ Ráy (Araceae). Loài này được Croat & A.Gomez mô tả khoa học đầu tiên năm 2005.